# 安道
安道是奥地利布尔根兰州滨湖新锡德尔县的一个市镇。总面积47.29平方公里，总人口2514人，人口密度53.2人/平方公里（2001年）。